# Ла Контеа (Болоња)
Ла Контеа (итал. La Contea) је насеље у Италији у округу Болоња, региону Емилија-Ромања.
Према процени из 2011. у насељу је живело 19 становника. Насеље се налази на надморској висини од 14 м.